# Сальницький

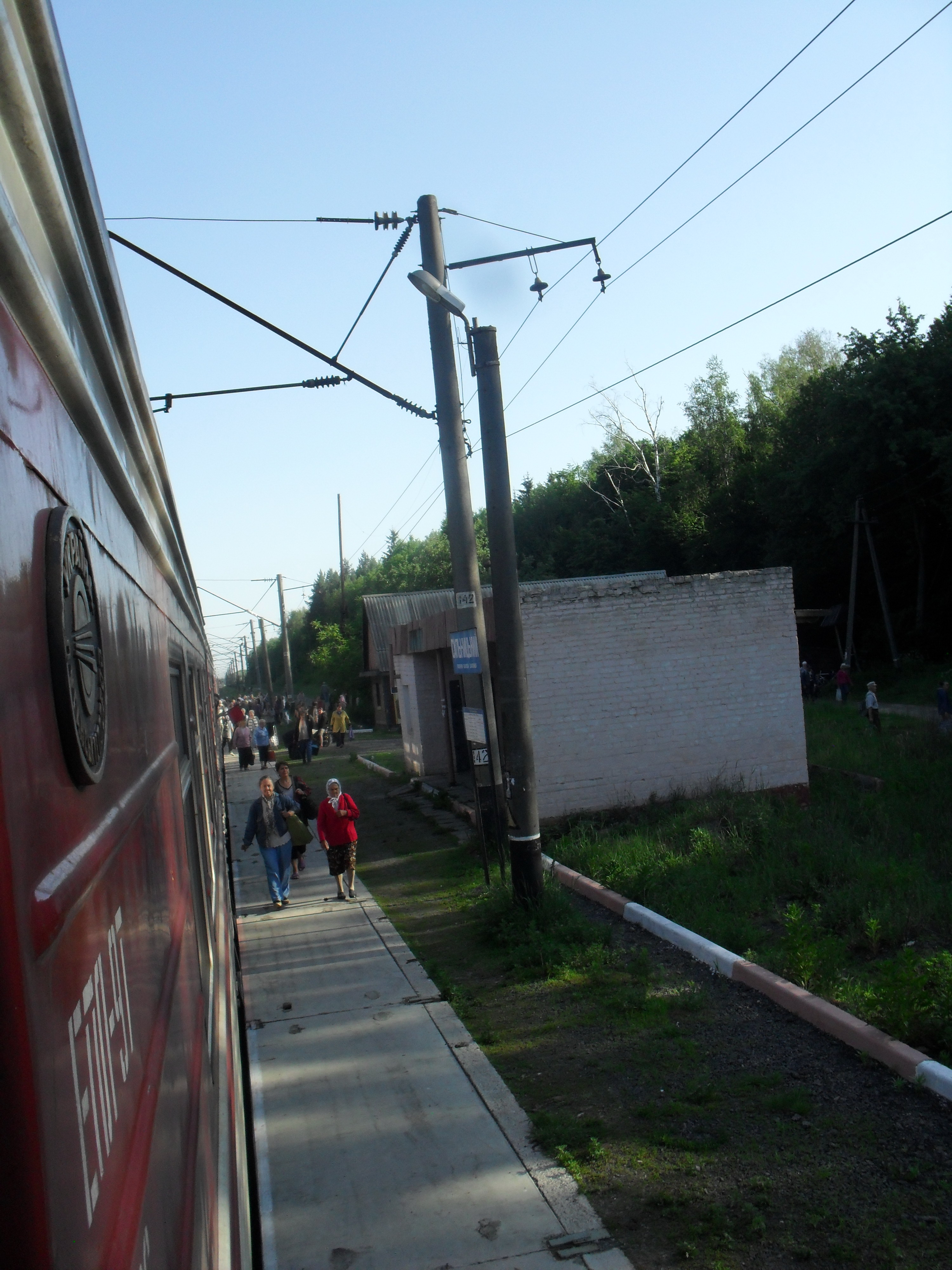
Вигляд на платформу з вікна поїзда

Сальницький — колійний пост Південно-Західної залізниці (Україна), розташований на дільниці Козятин I — Вінниця між станціями Калинівка I (відстань — 6 км) і Сосонка (3 км). Відстань до ст. Козятин I — 47 км, до ст. Вінниця — 17 км.

## Історія
Відкритий 1951 року, як зупинний пункт. Згодом став блокпостом. У 2017 році блокпост переведений у розряд колійних постів.
Тут зупиняються приміські поїзди Жмеринка-Козятин та один прискорений електропоїзд.
Зупинкою користуються мешканці села Сальник, а також багато дачників.